# An Gyeon
An Gyeon (coréen : 안견, Hanja : 安堅), surnoms d'artiste : Hyeonndongja (현동자, 玄洞子) et de courtoisie Gado (coréen : 가도, 可度) est un peintre coréen, membre du Bureau des Arts, du début du XVe siècle, dans les premiers temps de la dynastie Joseon. Né à Jigok, près de la ville de Seosan, il a fait partie de la dohwaseo, l'académie des peintres officiels à la cour royale. Il a été actif de 1440 à 1470.

## Voyage rêvé au pays des pêchers en fleurs
En Corée apparait au XVe siècle une peinture de paysage autonome, sansuhwa . Auparavant le paysage servait d'arrière plan à des scènes narratives. L'art coréen de cette époque se réfère à l'art chinois, pour ce qui est de la peinture : l'art ancien chinois des Song, plus ou moins associé à l'art contemporain d'alors, celui des Ming, tout en se démarquant de ces deux modèles, dans le domaine de la peinture comme dans celui de la céramique.
An Gyeon peint en 1447, « Voyage rêvé au pays des pêchers en fleurs » à la demande du prince Anpyeong (1418-1453) (ou Anp'yong). Ce prince est alors le jeune frère du roi Sejo (r. 1455-1468). Le prince avait décrit au peintre un rêve qu'il souhaitait voir en peinture. Dans son rêve il s'était retrouvé dans le monde décrit par une histoire célèbre : La source aux fleurs de pêcher de Tao Yuanming (Tao Qian). La peinture ne suit pas l'histoire racontée par Tao Yuanming qui sert seulement de « décor » au rêve, mais elle suit bien plus clairement le rêve du prince. Comme il le décrit dans le colophon qui suit la peinture, celui-ci s'imagine, en effet, en train de visiter le « pays des pêchers en fleurs ». Il s'agit donc d'un rêve où il s'est vu lui-même à cheval, avec ses amis, traverser le fameux pays paradisiaque. Dans son rêve il ne rencontre aucun être humain, les bâtiments s'étaient effondrés et aucun animal n'est apparu. Ainsi le paysage reproduit la vision que le prince avait eu. Il n'apparait pas, ni ses trois amis et leurs chevaux.
Le prince établit la correspondance entre sa propre vie, diurne, et son rêve en ces termes : « [...] Un vieil homme a dit un jour que ce qui s'est passé dans la journée devient un rêve la nuit » ... « cela signifie (probablement) que, par nature, j'aspire à une vie retirée du monde, que je me plais à penser aux montagnes et aux fleuves. Et si je n'étais accompagné que par peu de gens c'est parce que je suis un ami intime de ces personnes. »
La peinture est conservée actuellement à l'université de Tenri au Japon en tant que « patrimoine culturel du Japon ». Il s'agit de la plus ancienne peinture de paysage, en Corée, qui ait subsisté après tous les pillages et toutes le destructions.  Haute de 38,7 cm et longue de 106,5 cm, elle est jointe à de nombreux colophons, le plus considérable étant celui du prince Anpyeong, lui-même, et ceux d'une vingtaine de lettrés, dont Sin Sukju, Seong Sam-mun (en) et Pak Paengnyeon (en).
|  |

Anpyeong était le troisième fils du roi Sejong le Grand. Il avait, auparavant, commandé à An Gyeon son portrait. Or un portraitiste du roi avait nécessairement la faveur de celui-ci, et le style de cette peinture voit ses références apparentes confirmées par la collection de peintures du roi.

## Contexte
En 1445, pendant qu'il était au service du prince Anpyeong (frère de Sejo), Sin Sukju a compilé le Hwagi (Commentaires sur la peinture), qui contient un catalogue de la collection des peintures du Prince Anpyeong. Les documents détaillés de Sin Sukju ont révélé l'intérêt du prince pour les peintures chinoises et son soutien au peintre de cour, An Gyeon. Les commentaires de Sin Sukju ont aidé les chercheurs à identifier des œuvres spécifiques. Ils permettent de se représenter l'intensité des échanges culturels entre la Chine et la Corée sous les Yuan.
La cour des Mongols installée à Pékin tenait aussi en otages les princes de Corée. Le roi Chungseon, dont la mère était la sœur de Kubilai Khan, n'ayant pu occuper le trône de Corée en raison des intrigues à la cour et insuffisamment soutenu par les mongols, laissa le trône à son fils et vécu à Pékin. Il y construisit la « Bibliothèque des Dix-mille livres » (chinois : Wanjuantang) et rassembla autour de lui de nombreux lettrés, en particulier Zhao Mengfu et Zhu Derun (1294-1365), ainsi que l'éminent lettré coréen Yi Jehyeon (en). La collection du prince Anpyeong semble refléter le cercle qui entourait Chungseon : 26 calligraphies de Zhao Mengfu et 2 de ses peintures de bambou — le genre le plus élevé dans la hiérarchie des genres en Corée. Le style du prince semble modelé sur celui de Zhao. D'autres peintres célèbres viennent préciser ce goût :  Yan Hui (actif v. 1300-1350),  Li Kan (1245-1320) et Su Shi (1036-1101) et Wen Tong (1018-1079). Le mieux représenté, le favori, reste Guo Xi (v 1020 - v 1090). Tous, lettrés relevant des Song du Nord. Mais la collection comptait aussi plusieurs peintres des Song du Sud, Ma Yuan et Xie Yuan (tous deux actifs à la fin du XIIe siècle et au début du XIIIe siècle), cette faible représentation pourrait être due à la distance, ou en raison de tensions politiques avec le royaume des Jin (1115-1234). Plus remarquable encore est l'absence des Quatre maîtres des Yuan, Huang Gongwang, Wu Zhen, Ni Zan et Wang Meng. Le seul peintre coréen nommé dans le Hwagi est An Gyeon, un peintre qui n'était pas de statut yangban, comme le fait remarquer Burglind Jungmann : l'élite restait prudente à se montrer en tant que peintres, et les peintres les plus notables de l'époque relevaient de cette élite là.
Il est très probable que la collection du prince ait été la source essentielle à la formation, à la culture picturale de An Yeong. La très grande proximité entre son style et celui de Guo Xi pourrait ainsi s'expliquer. Cependant, dans le cas de « Voyage rêvé », le caractère spécifique de la peinture de Guo Xi s'appliquait particulièrement bien à l'évocation d'un paysage merveilleux encadré, enserré dans un ensemble de monts improbables aux escarpements hostiles et tout à fait invraisemblables, comme tirés d'un rêve.

## Œuvres attribuées
De toutes les peintures qui lui sont attribuées l'album des Quatre saisons pourrait, selon Burglind Jungmann, être le plus proche du style du peintre et refléter le succès d'An Gyeong de son vivant et dans la génération suivante. De même, un thème favori de la peinture des premiers temps de l'époque Joseon, les Huit vues des fleuves Xiao et Xiang, réalisées en Corée en 1539 sur commande d'un moine japonais, et conservé au Japon depuis lors. Ces huit évocations poétiques mettent en regard les panneaux qui se jouxtent, créant un effet d'alternance qui rythme le paravent déployé. Le motif se réfère à un groupe de poèmes qui évoquent la beauté et la mélancolie qui se dégagent des fleuves, rivières et montagnes dans la région du lac Dongting (Hunan). Un album de huit feuilles, représentant ces huit vues et conservé au Musée national de Corée, est attribué à An Gyeon.
- « Album des quatre saisons » attribué à An Gyeon. Encre et couleur légère sur soie. 32,5 × 28,5 cm. XVe siècle. Musée national de Corée

« Album des quatre saisons » attribué à An Gyeon. Encre et couleur légère sur soie.. XVe siècle. Musée national de Corée
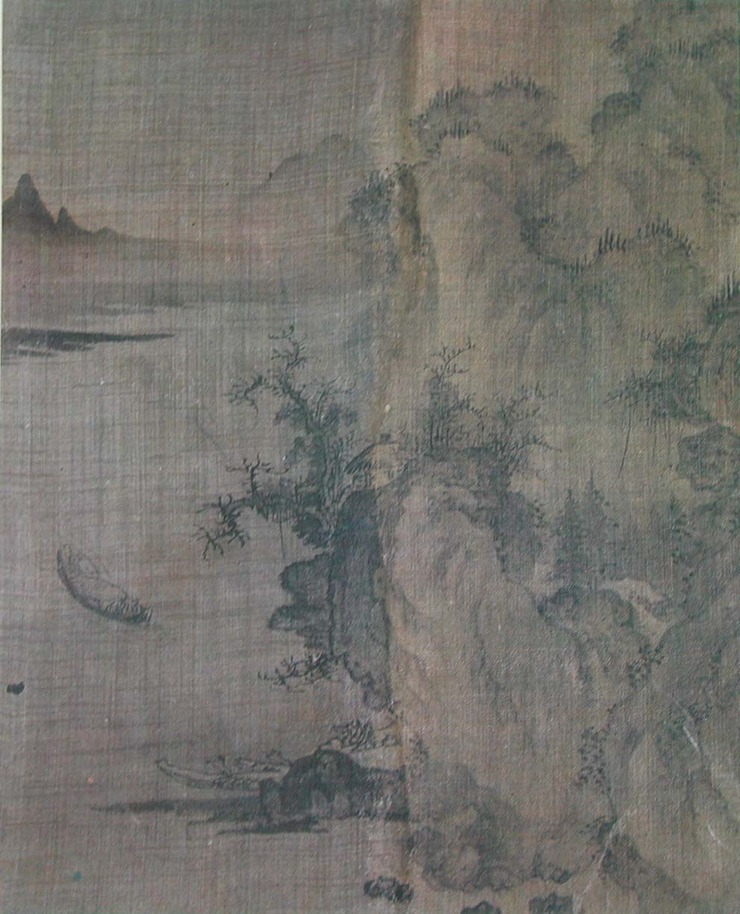
Début de printemps.
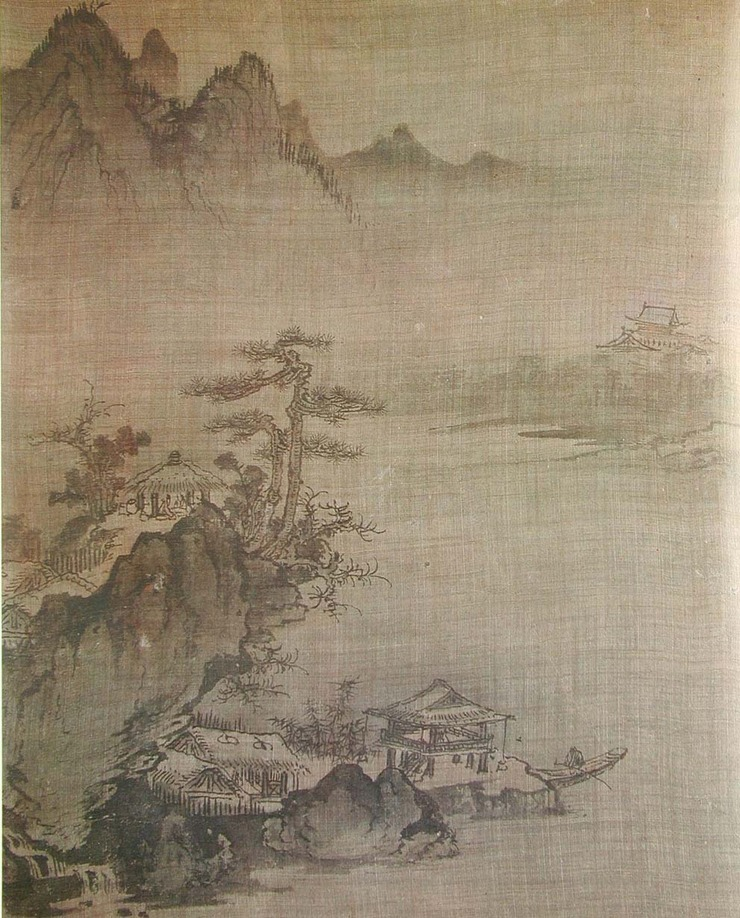
Fin de printemps.
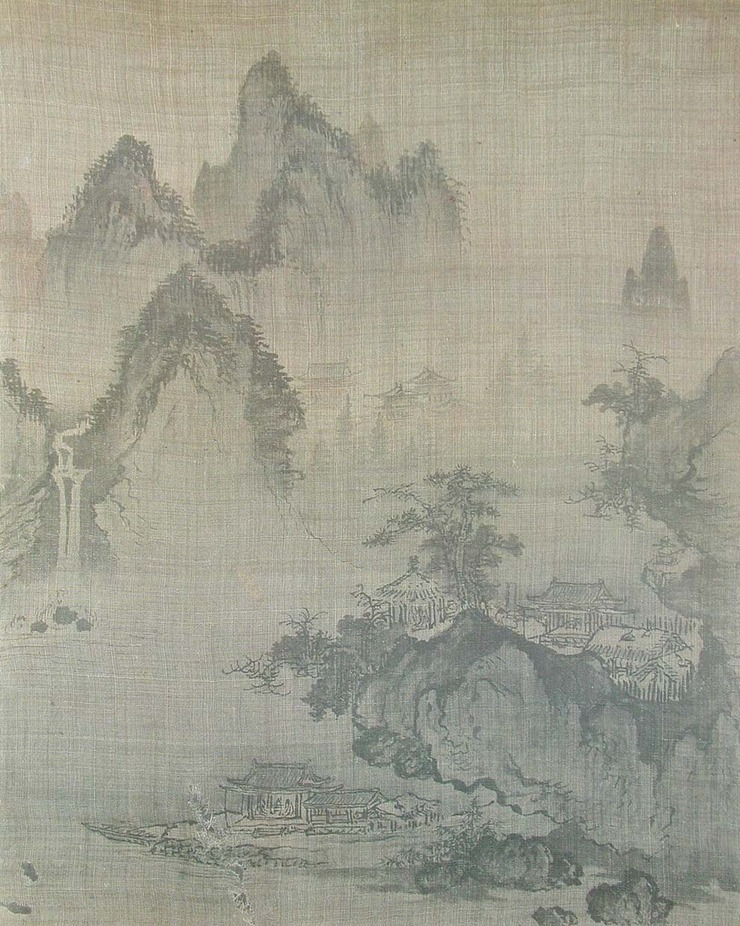
Début d'été.
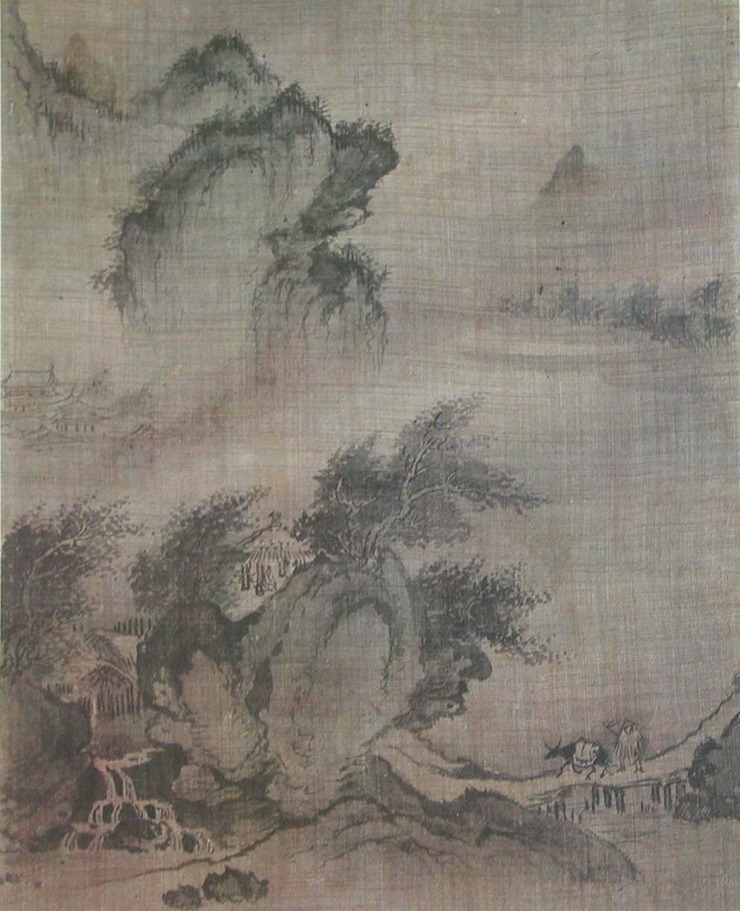
Fin d'été.
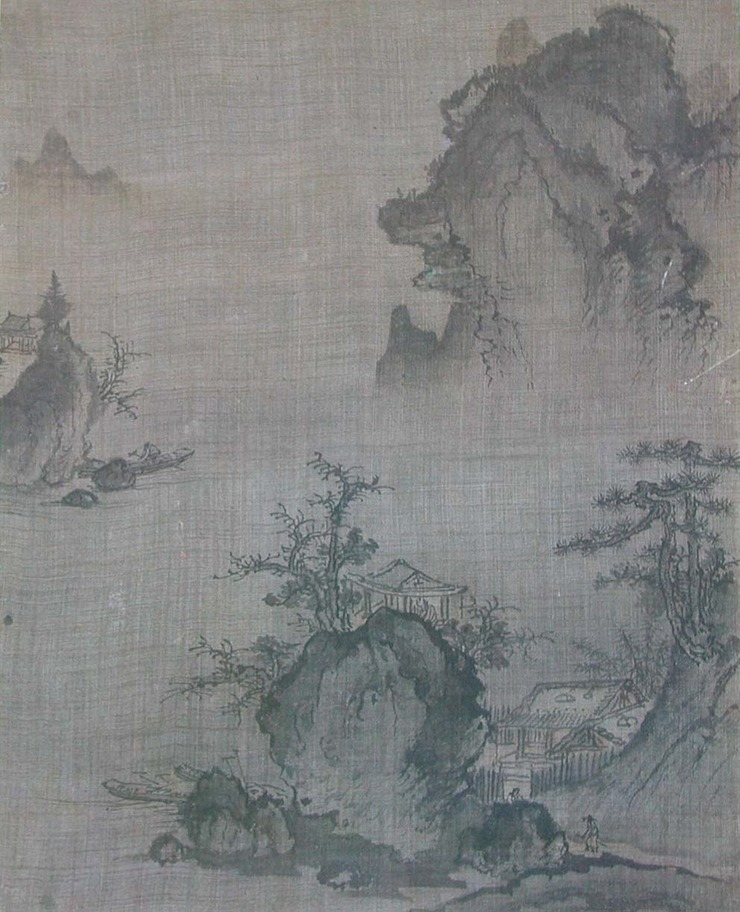
Début d'automne.
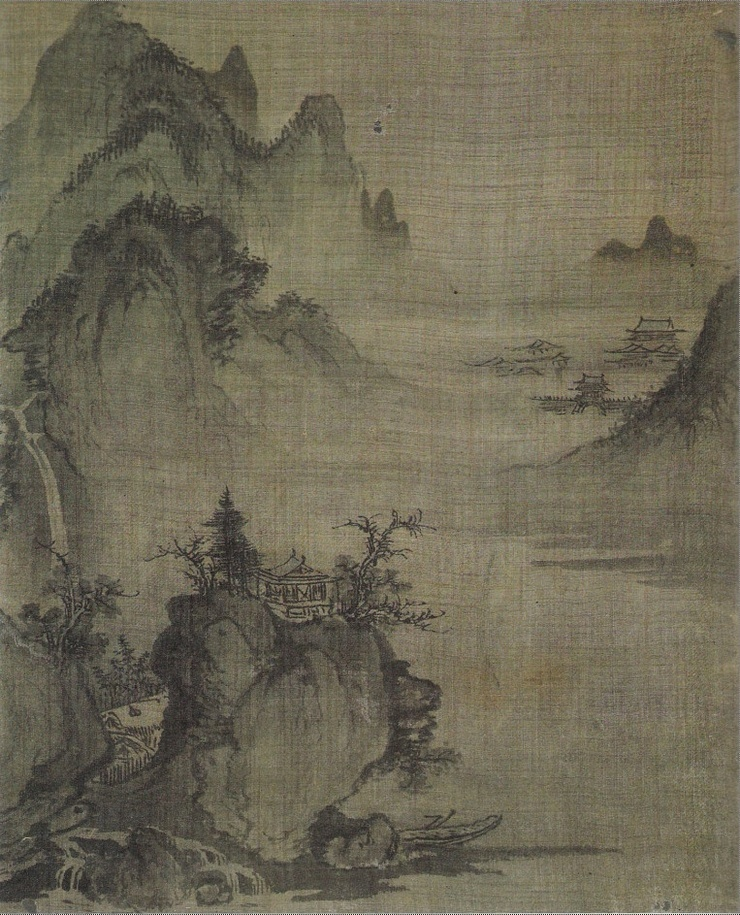
Fin d'automne.
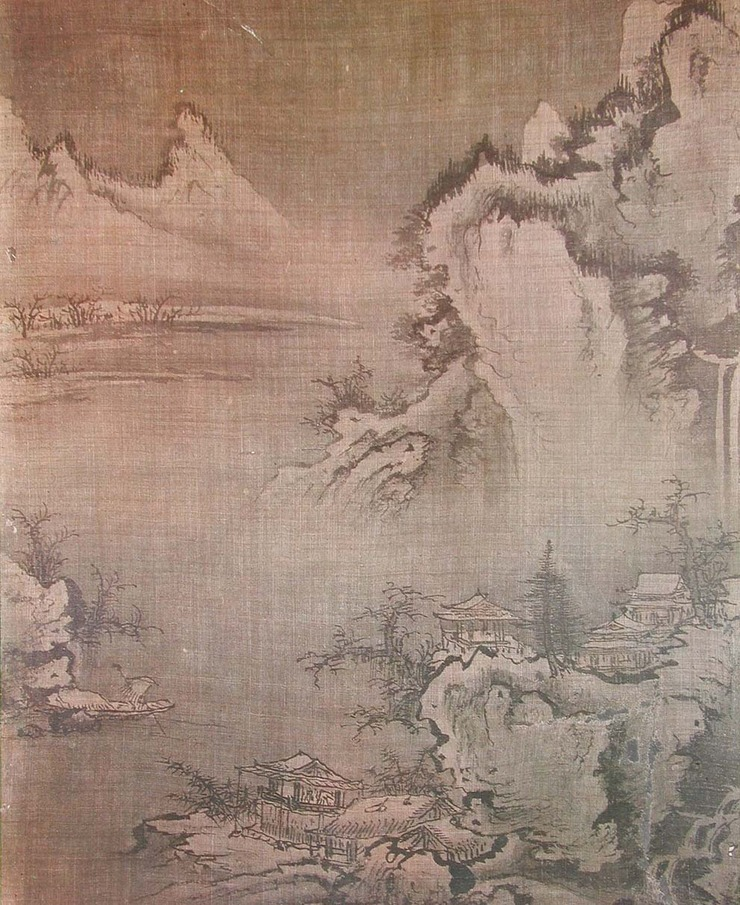
Début d'hiver.
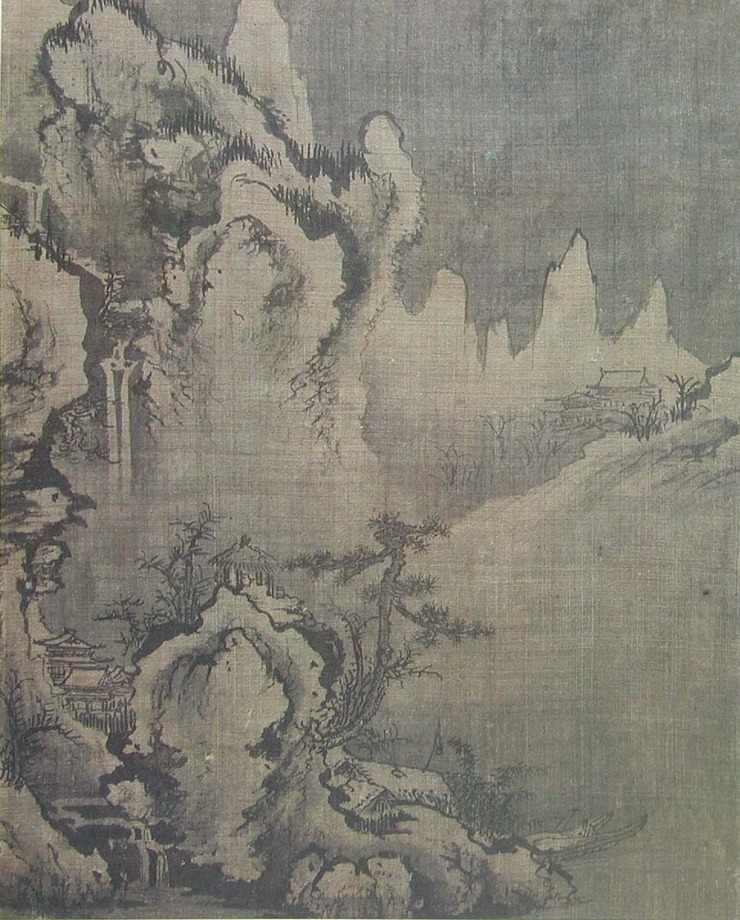
Fin d'hiver.

## Voir aussi

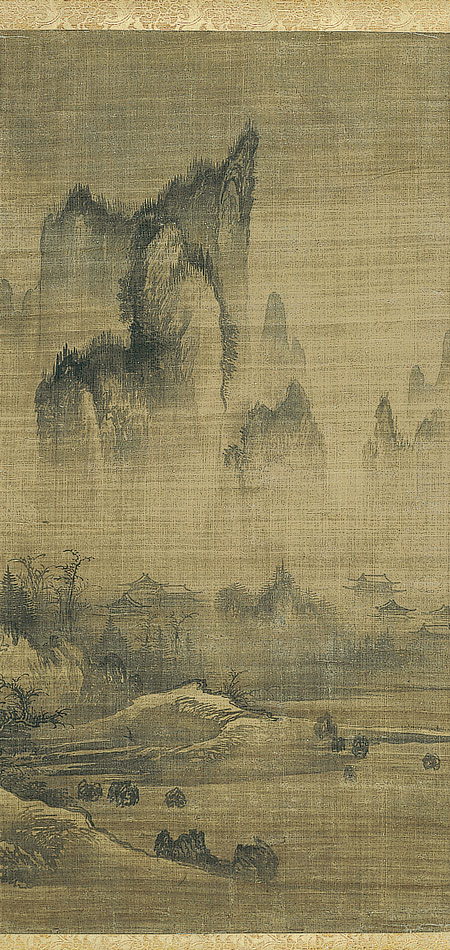
Cloche du soir, au temple enveloppé de brume. Style d'An Gyeon, fin. Un rouleau d'une paire, encre sur soie, H 88cm. Met.